# Pavel Chursin
Pavel Chursin, né le 21 avril 1995 à Moscou, est un coureur cycliste russe. Il participe à des compétitions sur route et sur piste,.

## Palmarès sur route
- 2017
  - 3e étape de la Sudak Stage Race
  - 3e étape de la Friendship People North-Caucasus Stage Race
- 2018
  - 4e étape de la Samara Stage Race
  - 3e de la Samara Stage Race

## Palmarès sur piste

### Championnats du monde juniors
- Glasgow 2013
  -  Médaillé de bronze de la poursuite

### Championnats d'Europe
- Anadia 2013
  -  Champion d'Europe de poursuite juniors
  -  Champion d'Europe de course aux points juniors